# Huma (Kreis)

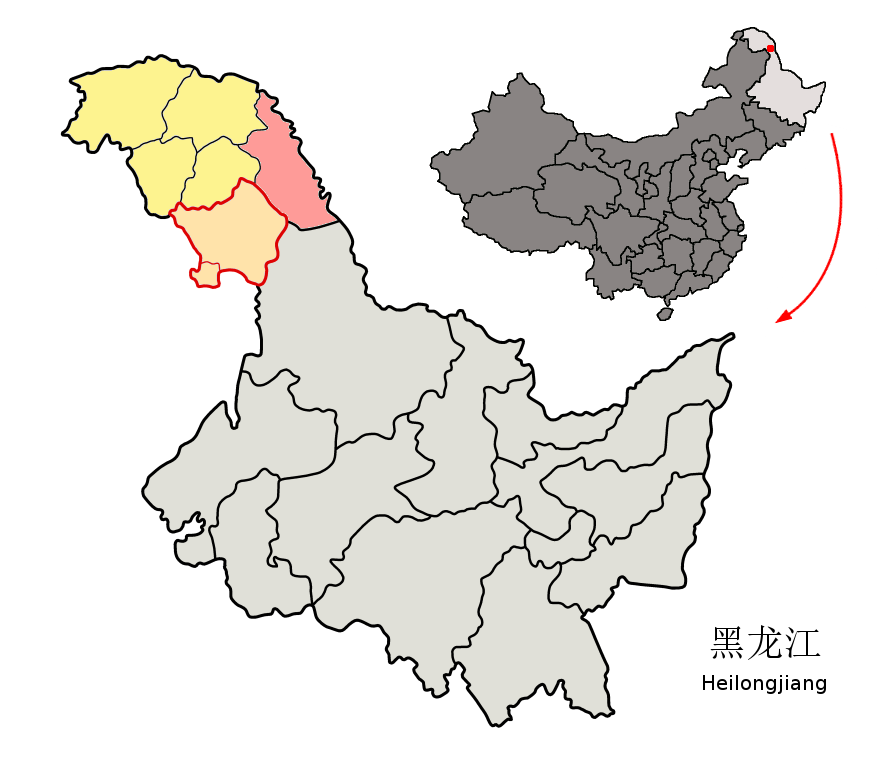
Lage des Kreises Huma (rosa) im Regierungsbezirk Großes Hinggan-Gebirge

Der Kreis Huma (呼玛县; Pinyin: Hūmǎ Xiàn) gehört zum Verwaltungsgebiet des Regierungsbezirks Großes Hinggan-Gebirge in der nordostchinesischen Provinz Heilongjiang. Er hat eine Fläche von 14.210 km² und 36.362 Einwohner (Stand: Zensus 2020).

## Administrative Gliederung
Auf Gemeindeebene setzt sich Huma aus zwei Großgemeinden, fünf Gemeinden und einer Nationalitätengemeinde zusammen. Diese sind:
| Großgemeinde Huma (呼玛镇), Hauptort und Sitz der Kreisregierung; Großgemeinde Hanjiayuan (韩家园镇); Gemeinde Beijiang (北疆乡); Gemeinde Jinshan (金山乡); | Gemeinde Oupu (鸥浦乡); Gemeinde Sanka (三卡乡); Gemeinde Xinghua (兴华乡); Gemeinde Baiyinna der Oroqen (白银纳鄂伦春族乡). |

Hinzu kommt das Forstbüro eines Staatsforstes.